# داريل ك. سميث
داريل ك. سميث (بالإنجليزية: Darrell K. Smith)‏ هو لاعب كرة القدم الكندية أمريكي، ولد في 5 نوفمبر 1961 في يونغزتاون في الولايات المتحدة، وتوفي في 13 فبراير 2017 في أتلانتا في الولايات المتحدة بسبب سرطان.